# Otto Muehl
Otto Muehl (16. června 1925 Mariasdorf – 26. května 2013) byl rakouský výtvarný umělec, levicový politický aktivista a pedofil.
Za války sloužil ve Wehrmachtu. Po válce studoval na Vídeňské univerzitě a na Akademii výtvarných umění. V 50. letech pracoval jako psychoterapeut, mj. se zneužívanými a týranými dětmi. V roce 1962 patřil k zakladatelům umělecké skupiny zvané Vídeňský akcionismus. Po jejím rozpadu v roce 1970 založil od dva roky později krajně levicovou komunu zvanou Friedrichshof Commune, která měla asi 600 členů, a kterou vedl jako autoritářskou sektu. V roce 1991 byl usvědčen, že v této levicové sektě zneužíval nezletilé a prodával drogy. Byl za to odsouzen k sedmi letům vězení, propuštěn byl v roce 1997, po šesti a půl letech věznění. Poté založil menší komunu v Portugalsku, kde také zemřel.